# Kärcher (azienda)

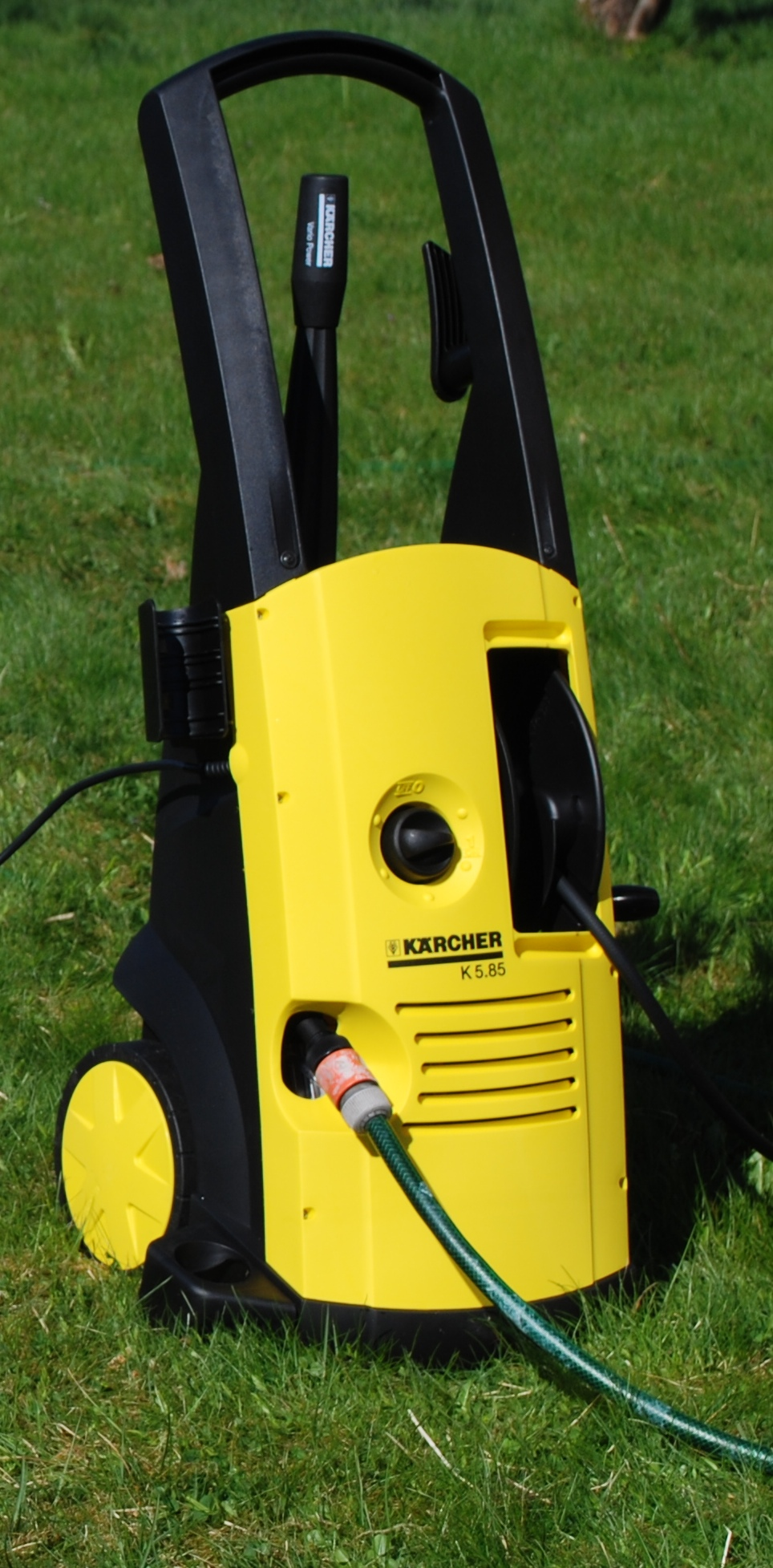
Idropulitrice

La Alfred Kärcher SE & Co. KG, o Kärcher, è un costruttore di elettroutensili per la pulizia industriale e casalinga con sede a Winnenden, Baden-Württemberg. L'impresa familiare occupa 12.300 collaboratori nel mondo al 2017 ed è leader mondiale nel settore.

## Storia
La società venne fondata nel 1935 da Alfred Kärcher (1901–1959) a Bad Cannstatt. Nel 1939 segue il trasferimento con 120 dipendenti a Winnenden, ove ha sede ancora.
Viene prodotto un forno per l'indurimento dell'acciaio e leghe di metallo leggere. L'impianto al 1945 è prodotto in 1.200 esemplari, nell'industria aeronautica. Alfred Kärcher produce poi riscaldatori ad immersione e forni a induzione per riscaldare grassi, olii e catrame nell'industria. Successivamente vengono sviluppati sistemi di riscaldamento dell'aria a cherosene per impieghi antighiaccio nei motori d'aereo prima del decollo nei periodi invernali.
Lo sviluppo della prima idropulitrice ad acqua calda in Europa degli anni '50, la KW 350, poi DS 350 nel 1950, pone la base delle successive produzioni di idropulitrici dell'azienda. Da allora la Kärcher nell'ambito dello sviluppo di idropulitrici deposita 602 brevetti attivi, al 2017. Accanto alle macchine per pulizia Kärcher nel secondo dopoguerra dal 1955 agli anni'70 produce apparecchi a vapore per l'industria e l'edilizia.
All'età di 58 anni Alfred Kärcher muore il 17 settembre 1959 di infarto. La moglie Irene Kärcher guida poi la società assieme ai figli Johannes e Susanne. Il fatturato cresce del 70% in pochi anni. Nel 1962 viene fondata la prima società estera in Francia, vicino a Parigi. Successivamente altre verranno create in Austria, Svizzera, Italia e Belgio. Al 2017 Kärcher con più di 110 società in 67 paesi è presente al livello planetario.
Il 1974 rappresenta un momento importante della storia aziendale. Il passaggio dal colore societario blu al giallo. Dalla fine degli anni '70 Karcher promuove progetti di pulizia nelle opere d'arte e monumenti, dal 1980 ogni dieci anni ad esempio al Cristo Redentore a Rio de Janeiro.
Nel 1984 viene prodotta la idropulitrice HD 555, la prima per uso privato.
Il 17 settembre 2009, giubileo della morte del fondatore Alfred Kärcher, viene aperto il Kärcher Museum. Vi si trovano documenti sulla vita della famiglia di Alfred e Irene Karcher oltre che documentazione tecnica.

## Prodotti
Gli apparecchi per la pulizia sia industriali che ad uso domestico sono i prodotti più noti dell'azienda. Prodotti "casa e giardino" si sono affiancati negli anni alle macchine per pulizie industriali, tutte del colore tipico giallo.
Più di ogni altro prodotto la società è nota per le sue idropulitrici ad alta pressione.

## Sponsor

### Cultura
Dal 1980 ha partecipato ad attività culturali sponsorizzando oltre 140 progetti.

### Natura
Nel 2012 fonda assieme al Global Natur Fund l'iniziativa „Sauberes Wasser für die Welt“.

### Società
Kärcher è partner della organizzazione SOS-Kinderdörfer e membro della UN Global Compact Netzwerkes.

### Sport
Dal 1994 al 1997 è stata sponsor del FC Schalke 04. Dal 2005 è sponsor della Fußball-Bundesliga VfB Stuttgart. Collabora anche con il SC Freiburg.
Nel 2012 Kärcher è sponsor principale della Handball-Bundesliga TVB Stuttgart e nel 2017 della 1. Bundesliga (femminile, Germania) della Allianz MTV Stuttgart.

## La parolakärchern
La parola „kärchern“ nel 2018 è stata inserita nel vocabolario Duden. La parola Kärcher è anche deonimico per idropulitrice.
Il verbo kärchern significa pulire come una Karcher è presente nel Le Petit Robert dal 1992 in lingua francese, anche usato una volta dal già ministro degli interni francese Nicolas Sarkozy durante le rivolte del 2005 nelle banlieue francesi: „Le terme 'nettoyer au karcher' est le terme qui s'impose, parce qu'il faut nettoyer cela.“

## Film
- Die Saubermacher – Kärcher in Winnenden. Documentario, Germania, 2015, 29:39 min., Soggetto e regia di Cornelia Andelfinger, Produzione: SWR, Serie: made in Südwest, pubblicazione: 30 settembre 2015 da SWR, Inhaltsangabe della ARD, Online-Video.